# Мелешківка
Меле́шківка — село в Україні, у Роменському районі Сумської області. Населення становить 105 осіб. Входить до складу Недригайлівської селищної громади. До 2020 року орган місцевого самоврядування — Червонослобідська сільська рада.

## Географія
Село Мелешківка знаходиться на відстані до 2-х км від сіл Пушкарщина, Червона Слобода, Немудруї, Шаповалове і Білоярське. По селу протікає пересихаючий струмок з загатою.

## Історія
Село постраждало внаслідок геноциду українського народу, проведеного урядом СРСР 1932-1933 та 1946-1947.
12 червня 2020 року, відповідно до розпорядження Кабінету Міністрів України № 723-р «Про визначення адміністративних центрів та затвердження територій територіальних громад Сумської області», село увійшло до складу Недригайлівської селищної громади.
19 липня 2020 року, в результаті адміністративно-територіальної реформи та ліквідації Недригайлівського району, село увійшло до складу новоутвореного  Роменського району.

## Політика

### Парламентські вибори, 2019
На позачергових парламентських виборах 2019 року у селі функціонувала окрема виборча дільниця № 590396, розташована у приміщенні клубу.
Результати
- зареєстровано 106 виборців, явка 68,87%, найбільше голосів віддано за Всеукраїнське об'єднання «Батьківщина» — 45,21%, за «Слугу народу» — 15,07%, за Радикальну партію Олега Ляшка — 12,33%[4]. В одномандатному окрузі найбільше голосів отримав Віктор Ладуха (Всеукраїнське об'єднання «Батьківщина») — 38,03%, за Максима Гузенка (Слуга народу) — 22,54%, за Анатолія Кобзаренка (самовисування) — 19,72%[5].

## Населення

### Мова
Розподіл населення за рідною мовою за даними перепису 2001 року:
| Мова       | Кількість | Відсоток |
| ---------- | --------- | -------- |
| українська | 185       | 98.4%    |
| російська  | 3         | 1.6%     |
| Усього     | 188       | 100%     |

## Уродженці
- Сокол Олександра Михайлівна (нар. 31 січня 1944) — українська акторка, Народна артистка України.